# Comonfort
Comonfort (fino al 1874 Chamacuero) è una città dello stato di Guanajuato, nel Messico centrale, capoluogo dell'omonima municipalità.
La popolazione della municipalità è di 77.794 abitanti (2014) e copre un'area di 522,94 km².